# ФК Грађански Скопље

## Историја
ФК Грађански Скопље (мкд. Граѓански Скопје) био је фудбалски клуб из Скопља. Највећи успех овог тима је учествовањеу две завршнице фудбалског првенства Југославије у раздобљу од 1923. до 1940. године. Између 1941. и 1947. клуб се звао Македонија Скопље (буг. Македония Скопие, мкд. Македонија Скопје). 
У првенствима Југославије два пута су долазили до завршнице. У сезони 1935/36. дошли су четвртине финала где су два пута поражени од Славије из Сарајева. У сезони 1938/39. заузели су десето место од 12 клубова колико је имала лига. У Српској лиги су се такмичили два пута: 1939/40. када су били 5. од 10 екипа и 1940/41. када су били 8. од 10 клубова.